# Verdrag van Parijs (oktober 1796)
Het Verdrag van Parijs gesloten in oktober 1796 was een vredesverdrag tussen Frankrijk en het koninkrijk Napels-Sicilië, vanaf 1816 officieel genoemd de Beide Siciliën. Het revolutionaire Frankrijk werd bestuurd door het Directoire en Napels-Sicilië door het Huis Bourbon-Sicilië. 
Met het verdrag sloot Bourbon-Sicilië een vredesverdrag met de Fransen, apart van zijn coalitiegenoten in de Eerste Coalitieoorlog. Voor Bourbon-Sicilië eindigde dan ook de Italiaanse Veldtocht van 1796-1797 in 1796.

## Situatie op het slagveld

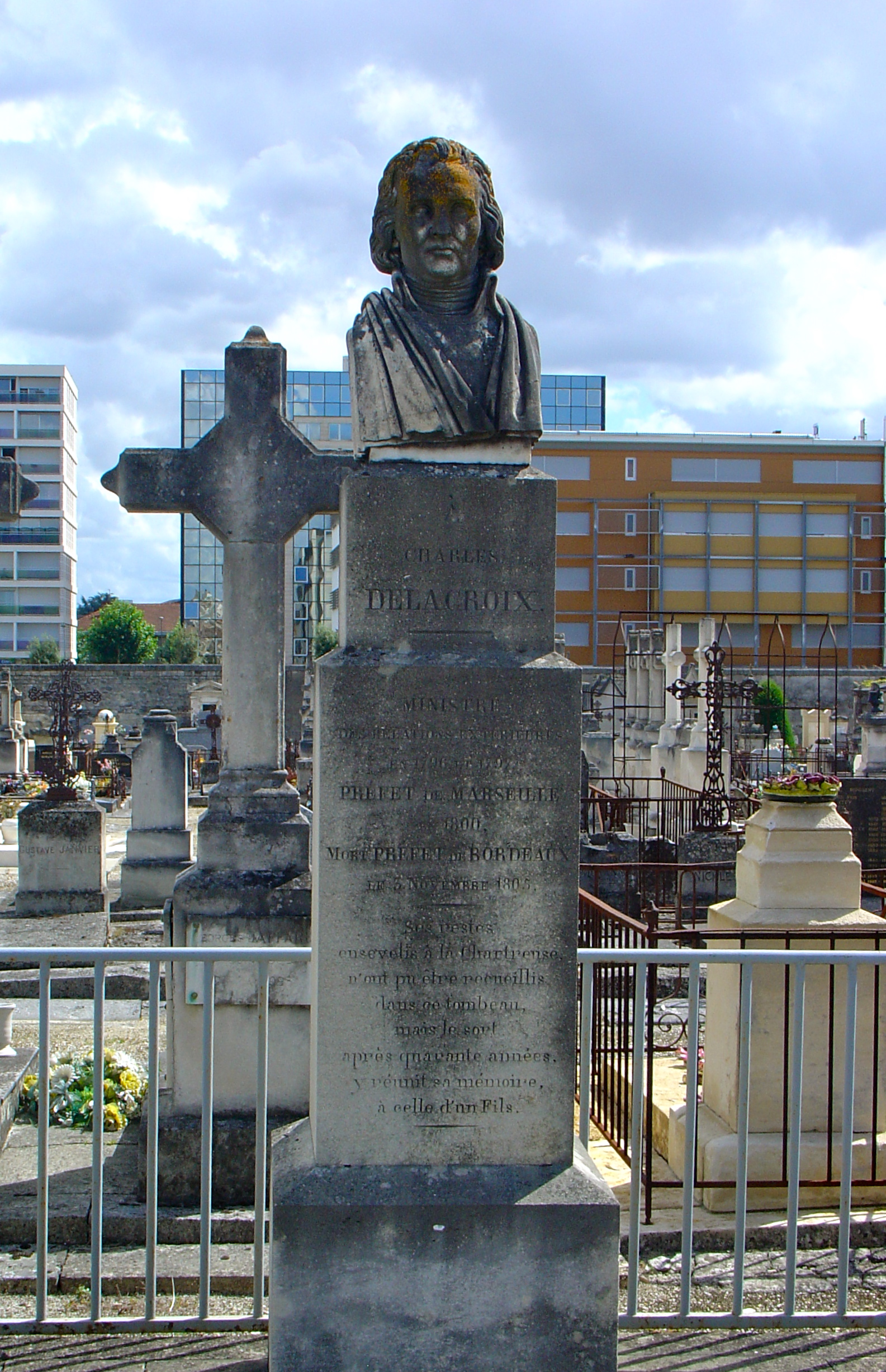
Charles Delacroix, minister van Buitenlandse Zaken van het revolutionaire Frankrijk

De Italiaanse Veldtocht onder commando van Napoleon Bonaparte boekte begin 1796 militaire en politieke successen in Noord-Italië. Het koninkrijk Piëmont-Sardinië gaf zich over. De Oostenrijkers maakten rechtsomkeert en Milaan capituleerde. 
Op 5 juni 1796 kwam het al tot een wapenstilstand tussen Frankrijk en de Beide Siciliën; deze wapenstand wordt de Wapenstilstand van Brescia genoemd en was ondertekend in het Noord-Italiaanse Brescia. Bourbon-Sicilië trok zich terug uit de militaire coalitie tegen Frankrijk. De Beide Siciliën moesten geen grondgebied afstaan aan de Fransen. Beide landen kwamen een status-quo overeen.

## Inhoud
Het verdrag werd in Parijs ondertekend op 10 oktober 1796. Voor het Directoire ondertekende ‘burger’ Charles Delacroix, minister van buitenlandse zaken. Voor de Beide Siciliën was het de prins van Belmonte Pignatelli, kamerheer en plenipotentiair minister van ‘Zijne Katholieke Majesteit’ koning Ferdinand I. De koninkrijken Napels en Sicilië worden in het verdrag genoemd als de Beide Siciliën. 
De belangrijkste onderwerpen uit het verdrag waren de volgende:
- Het bestand zoals in Brescia overeengekomen werd expliciet vermeld als bindend voor beide partijen. Elke nieuwe veldtocht werd niet toegelaten, zelfs al was het een wapenlevering, een troepenverplaatsing of wat dan ook van levensmiddelen richting tegenstanders van Frankrijk in de Eerste Coalitieoorlog.
- Napels en Sicilië moesten verder neutraal blijven tijdens de Eerste Coalitieoorlog. Ze moeten hun havens sluiten voor schepen van de anti-Franse coalitie. Schepen van de Franse vloot en Franse koopvaardijschepen mochten ten allen tijde aanleggen in de havens van Zuid-Italië en het eiland Sicilië.
- Frankrijk en de Beide Siciliën moesten elkaar zo veel als mogelijk militair steunen.
- Alle krijgsgevangen werden vrijgelaten. Eventuele oorlogsbuit moest terug naar Frankrijk. Bovendien moest het Huis Bourbon-Sicilië alle gevangen Franse burgers vrijlaten die opgesloten waren voor hun revolutionaire ideeën. Deze Fransen kregen alle goederen terug die het Bourbonregime had geconfisqueerd.
- Elke Franse burger die op het grondgebied van de Beide Siciliën kwam, was vrij zijn godsdienst te belijden, ook al was deze niet de katholieke eredienst.
- Een handelsverdrag moest verder uitgewerkt worden.
- De Beide Siciliën moesten diplomatieke relaties aanknopen met de Bataafse Republiek, want Frankrijk had deze in eerder in het jaar 1795 opgericht in Den Haag.
- In een geheime clausule moest Napels-Sicilië voedsel leveren aan de Franse troepen in Italië, en dit voor een waarde van acht miljoen ‘livres tournois’ of ponden van Tours. Regeringscommissarissen uit Parijs mochten toezicht houden op de marktwaarde van deze leveringen en op de stiptheid ervan.

## Gevolg
Twee jaar later, in 1798, was het Verdrag van 1796 dode letter. Het koninkrijk Napels-Sicilië deed mee met de Britten en andere bondgenoten tegen Frankrijk. De Franse mediterrane veldtocht van 1798 schaadde de Britse belangen en het Huis Bourbon-Sicilië koos partij tegen generaal Napoleon Bonaparte. De Tweede Coalitieoorlog was uitgebroken.